# ايشبن سفلي (مقاطعة تشالوس)
ايشبن سفلي (بالفارسية: ایشبن سفلی) هي قرية تقع في قسم كلارستاق الشرقي الريفي (مقاطعة تشالوس) في إيران. يقدر عدد سكانها بـ 439 نسمة .